# John Ambler
John Kenneth Ambler (6. června 1924 Dorking – 31. května 2008 Banbury) byl britský podnikatel, který se oženil s princeznou Margarethou Švédskou.

## Život a práce
Ambler se narodil v Dorkingu v Surrey ve Spojeném království. Jeho rodiči byli kapitán Charles Ambler (1896–1954) a Louise Gwendolen Cullenová (1895–1980). V říjnu 1942 byl uveden do služby v Královnině královském pluku.
Princezna Margareth a John Ambler se vzali 30. června 1964 v kostele Gärdslösa na Ölandu. Pár poté žil v Anglii, nejdříve v Londýně a později na Chippinghurst Manor nedaleko Oxfordu. Měli tři děti; Sybillu Louise (* 14. dubna 1965, Londýn), Charlese Edwarda (* 14. července 1966, Londýn) a Jamese Patricka (* 10. června 1967, Oxford).
John Ambler byl mnoho let ředitelem společnosti Atlas Express Ltd a výkonným ředitelem společnosti Atlas Air Express. Ve spolupráci s kontinentálními dopravci později založil Trukair. Poté, co jeho podnik upadl, musela rodina opustit svůj domov, Chippinghurst Manor, který vlastnil James Gladstone McDougall, a přestěhovat se do menšího domu.
Amblerovi často navštěvovali švédskou královskou rodinu v Sollidenu na Ölandu a John Ambler se často účastnil podzimních lovů krále Karla XVI. Gustava.
Pár se rozešel v roce 1996, ale nerozvedli se. Ambler řadu let trpěl špatným zdravím a posledních deset let strávil v pečovatelském domě v Oxfordshire.

## Vyznamenání
- Švédsko: Komandér Řádu Vasova (1964)[3]

### Zahraniční vyznamenání
- Nizozemsko: Nositel svatební medaile princezny Beatrix, kněžny oranžské, a Clause van Amsberga